# Pila AAAA
La pila AAAA (por lo general se le nombra como cuádruple-A) tiene 42,5 mm de largo y 8,3 mm de diámetro, pesa alrededor de 6,5 g y produce 1,5 V. Esta batería también se clasifica como LR8D425 o LR61 (IEC) y 25A (ANSI / NEDA). La batería también es conocida por su número de Duracell tipo MN2500 o MX2500 y Energizer tipo E96.
|                  | Zinc-Carbono | Alcalina    | NiCd   | NiMH        |
| ---------------- | ------------ | ----------- | ------ | ----------- |
| Nombre IEC       | R61          | LR61        | KR61   | HR61        |
| Nombre ANSI/NEDA | 25D          | 25A         |        |             |
| Capacidad típica | 300 mAh      | 500–600 mAh |        | 325–500 mAh |
| Voltaje nominal  | 1.50 V       | 1.50 V      | 1.25 V | 1.25 V      |

## Usos

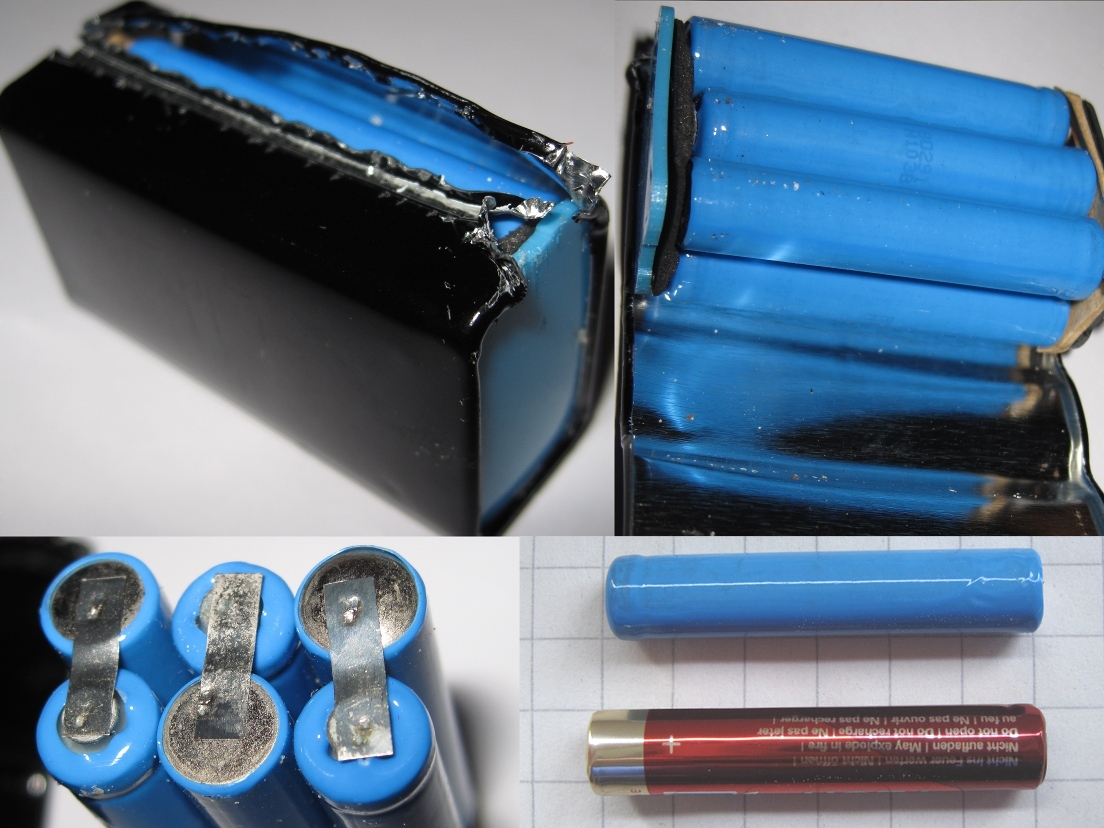
Una Pila de 9 Voltios mostrando su interior, nótese que las 6 celdas son del tipo "AAAA"

Este tamaño de batería es el más utilizado en dispositivos que requieren baterías pequeñas, como los punteros láser, linternas LED, medidores de glucosa, y pequeños auriculares. Estas pilas no son tan populares como la AAA o la tipo AA, y puede ser muy difícil de encontrar. Sin embargo, una pila alcalina típica de 9 voltios puede consistir en un paquete de seis celdas AAAA, conectados entre sí por pestañas soldadas o tablillas de circuitos. Si se desarma, la mayoría de baterías de 9 voltios puede proporcionar un suministro de baterías AAAA.  El promedio de capacidad de pilas AAAA alcalinas es aproximadamente 595 mAh. La AAAA también está disponible en una versión PCB, con 8,4 mm x 66 mm y un peso 10.5g. Estas pilas AAAA son recargables.